# Nepistenia septem
Nepistenia septem är en stekelart som beskrevs av Boucek 1988. Nepistenia septem ingår i släktet Nepistenia och familjen puppglanssteklar. Inga underarter finns listade i Catalogue of Life.